# رویال بانک کانادا

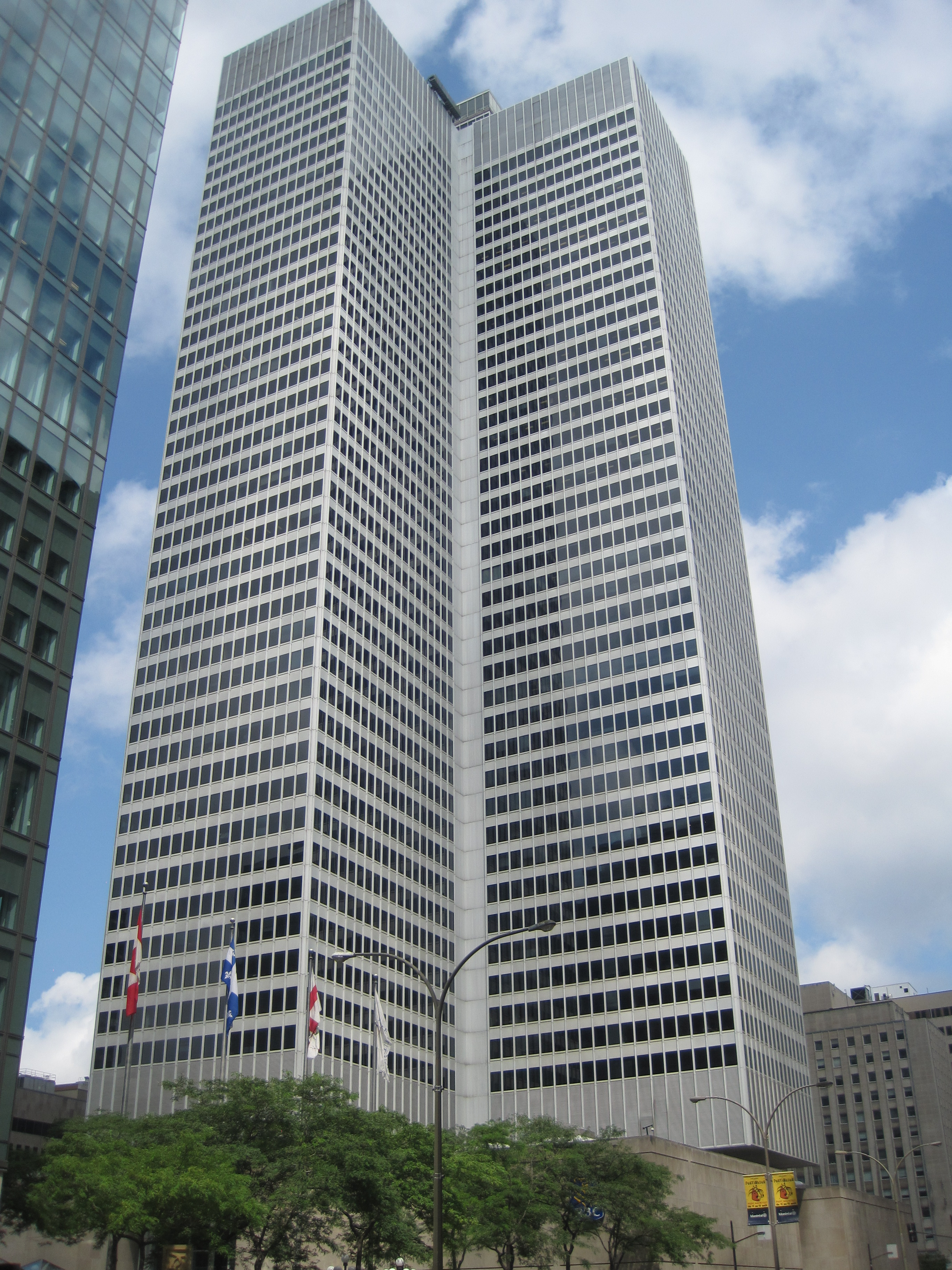
شعبه مرکزی رویال بانک کانادا در مونترآل

رویال بانک کانادا (به انگلیسی: Royal Bank of Canada) شرکت خدمات مالی و بانکداری کانادایی است، که بزرگترین موسسه مالی کانادا بر پایه میزان ارزش بازار سرمایه شناخته می‌شود. شمار کارکنان این بانک بیش از ۸۰ هزار نفر است، که به بیش از ۱۸ میلیون مشتری در سراسر جهان خدمات عرضه می‌نمایند.
رویال بانک کانادا در سال ۱۸۶۴ در شهر هلیفکس، نووا اسکوشیا تأسیس شد و در حال حاضر دارای شبکه‌ای از ۴۳۹ شعبه در ایالات متحده آمریکا، ۱۲۷ شعبه در ۱۷ کشور حوزه دریای کارائیب و ۱٫۲۰۹ شعبه در سایر نقاط جهان می‌باشد.
شعبه مرکزی این شرکت در شهر مونترآل، استان کبک قرار دارد و دفتر عملیاتی آن نیز در شهر تورنتو، انتاریو مستقر می‌باشد. بخشی از سهام این بانک در بازارهای بورس نیویورک، بورس تورنتو و بورس سیکس سوئیس دادوستد می‌شود.
رویال بانک کانادا در سال مالی ۲۰۱۲ با درآمدی بالغ بر ۲۹ میلیارد دلار کانادا، به‌عنوان بزرگترین شرکت کانادایی شناخته شد. همچنین در آخرین رتبه‌بندی انجام شده توسط مجله فوربز در فهرست فوربز جهانی ۲۰۰۰ در رتبه ۶۸ از بزرگترین شرکت‌های جهان، قرار گرفت.

## نگارخانه

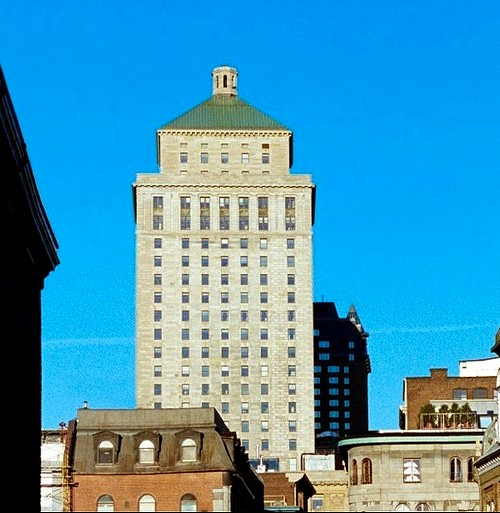
شعبه سن-پیر، در مونترآل
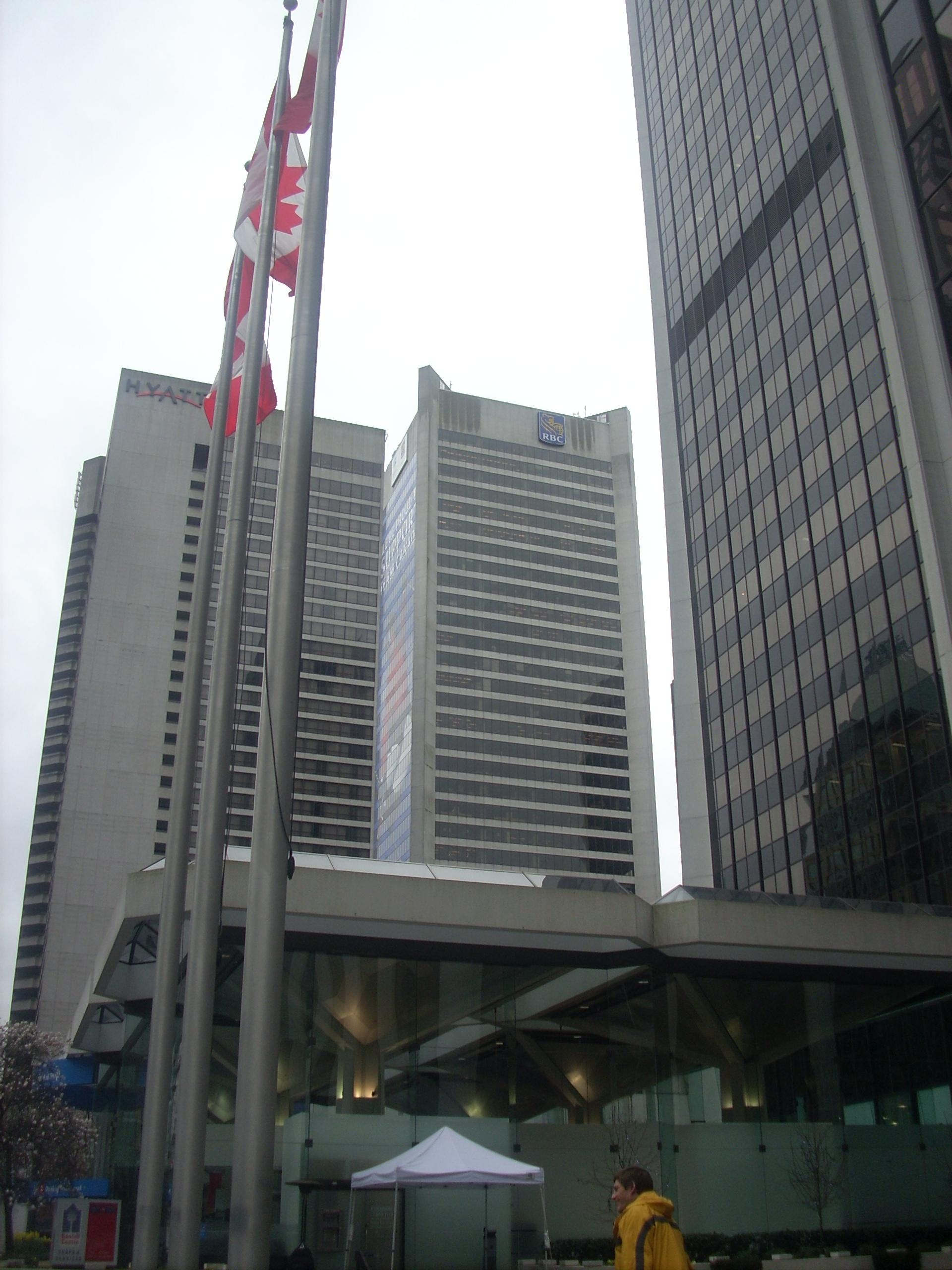
شعبه ونکوور
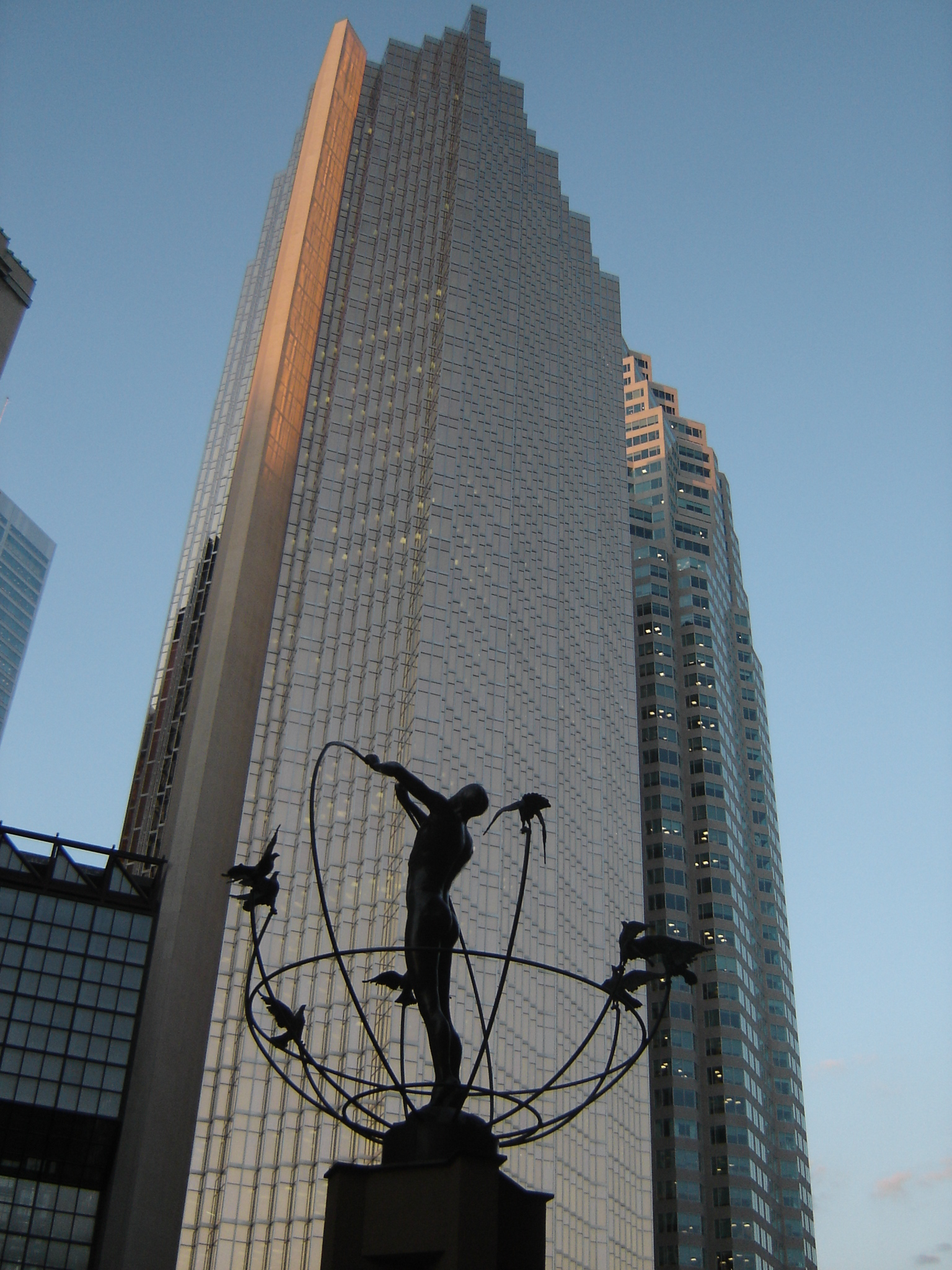
شعبه عملیاتی در تورنتو
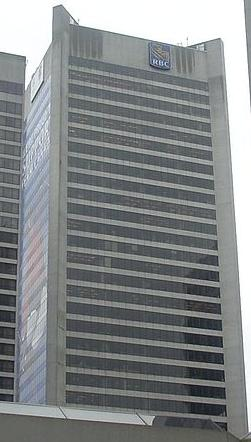
ساختمان رویال سنتر ونکوور
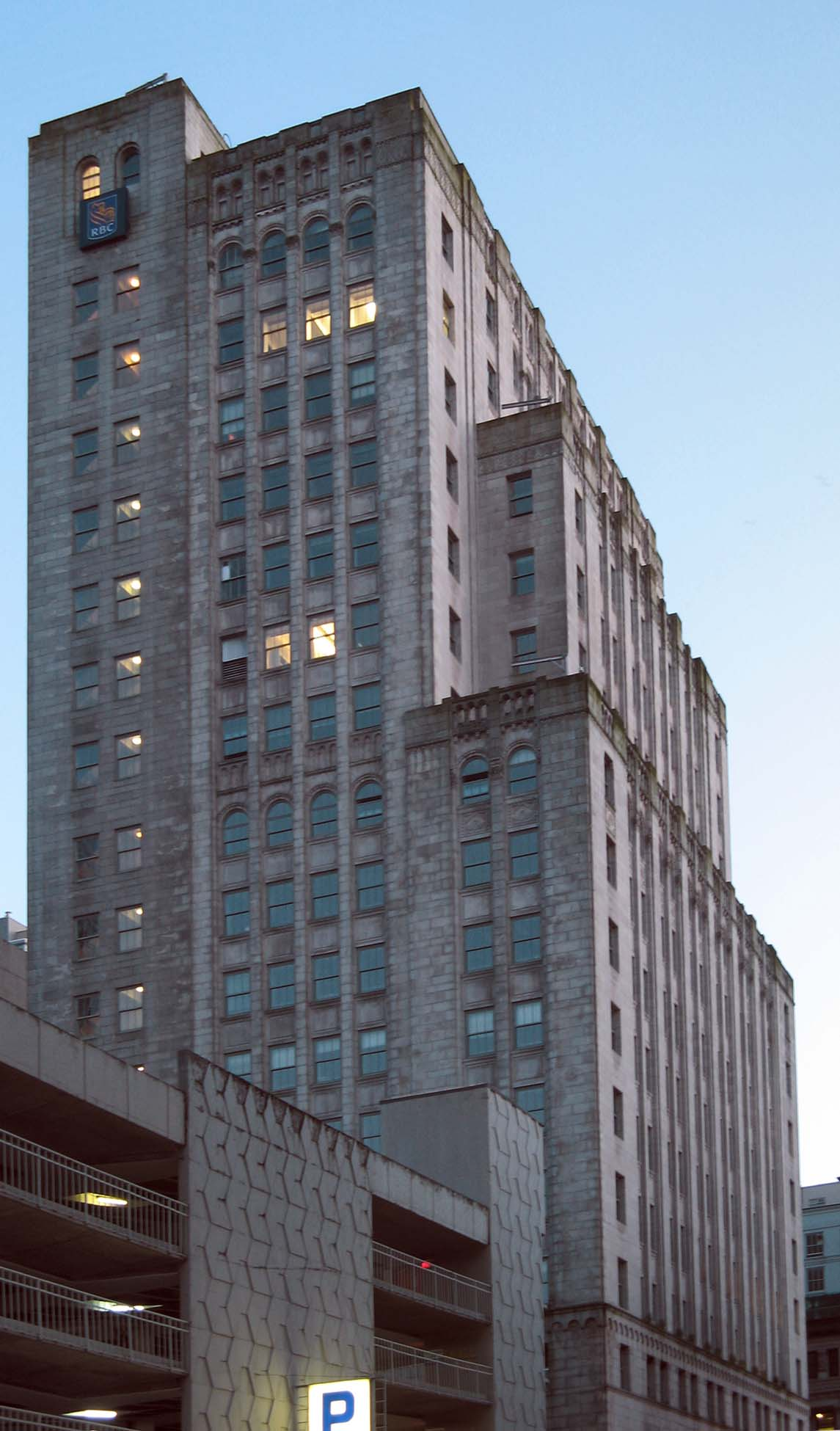
ساختمان آربی‌سی ونکوور
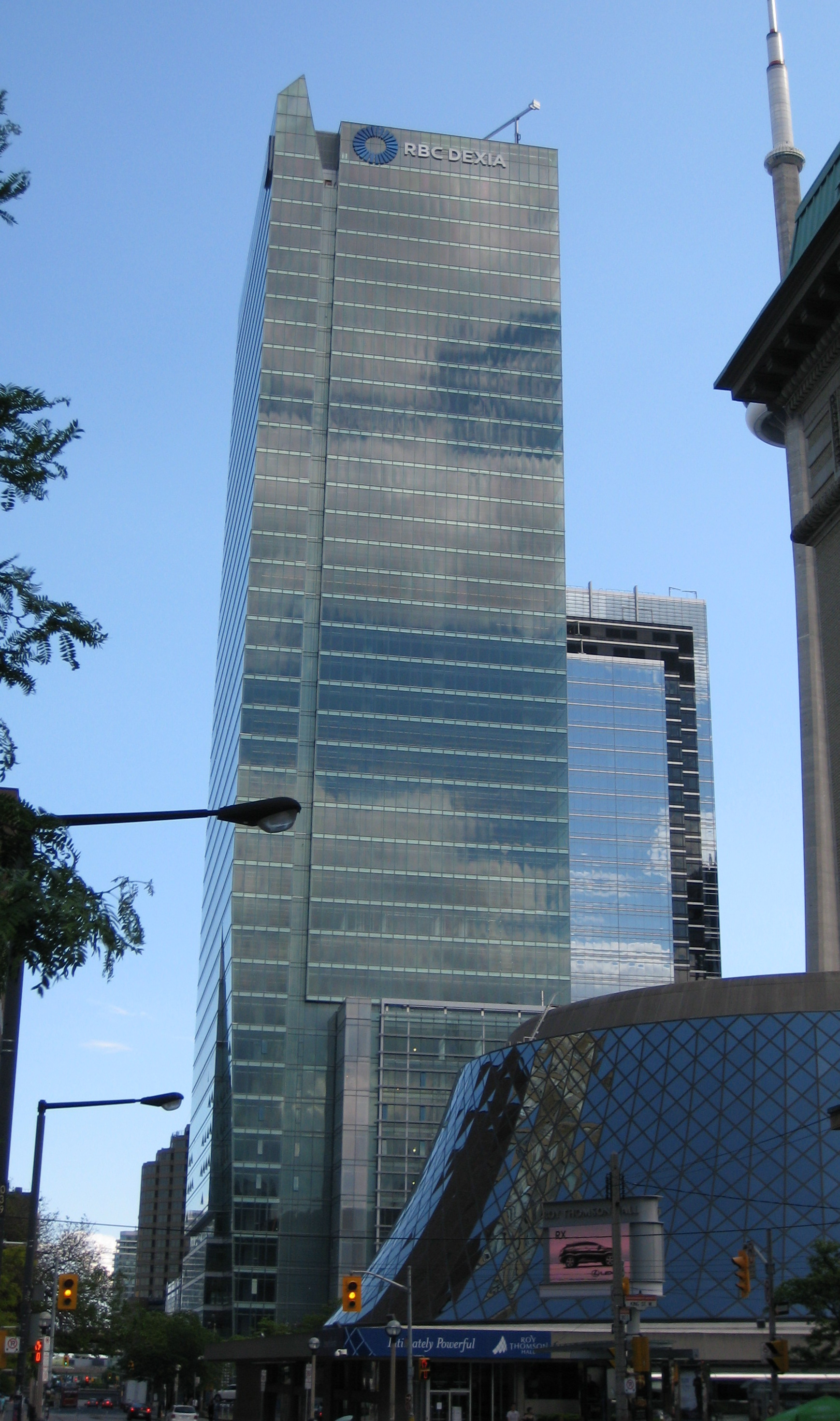
ساختمان آربی‌سی سنتر، تورنتو
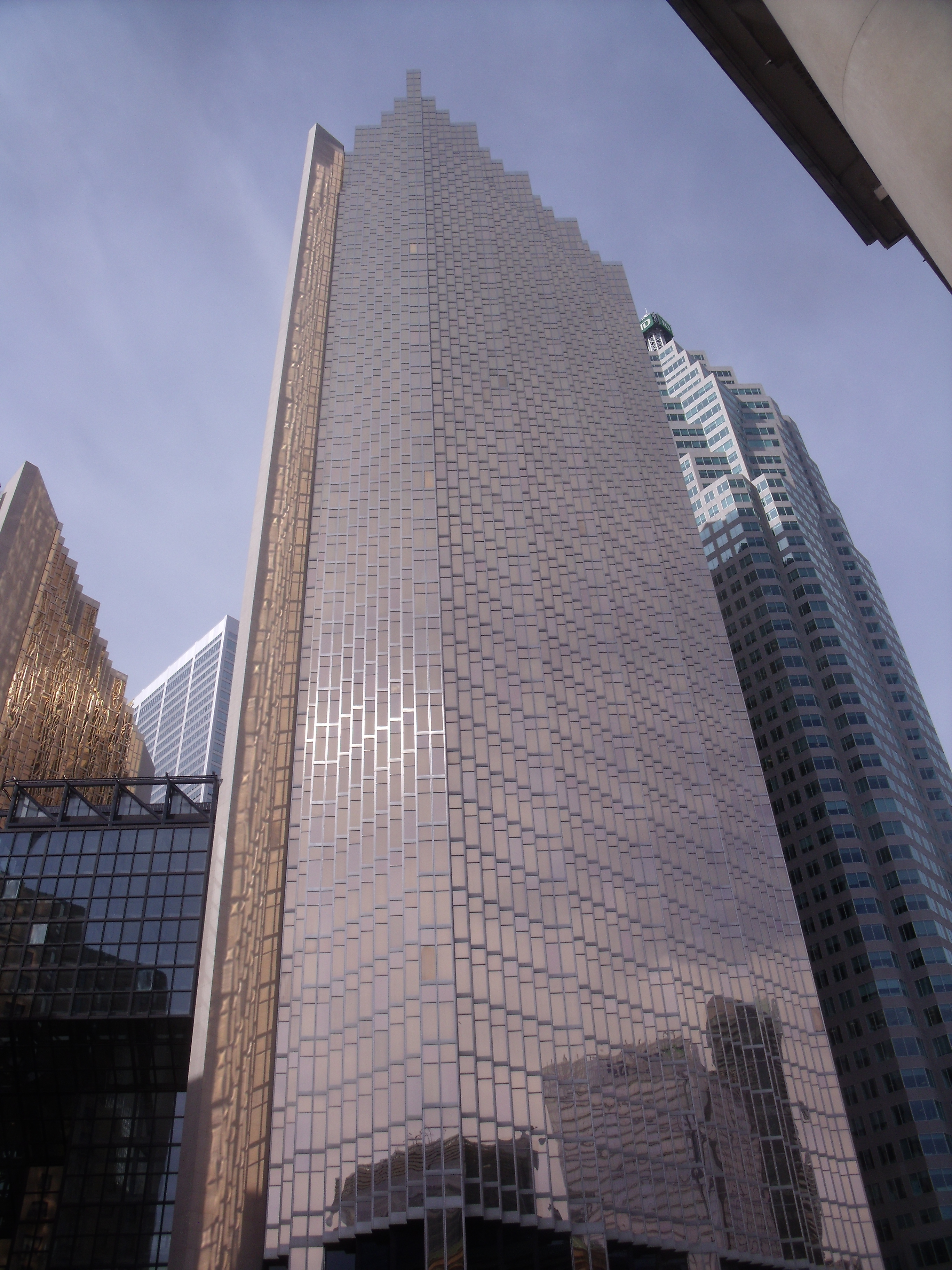
رویال بانک پلازا، تورنتو
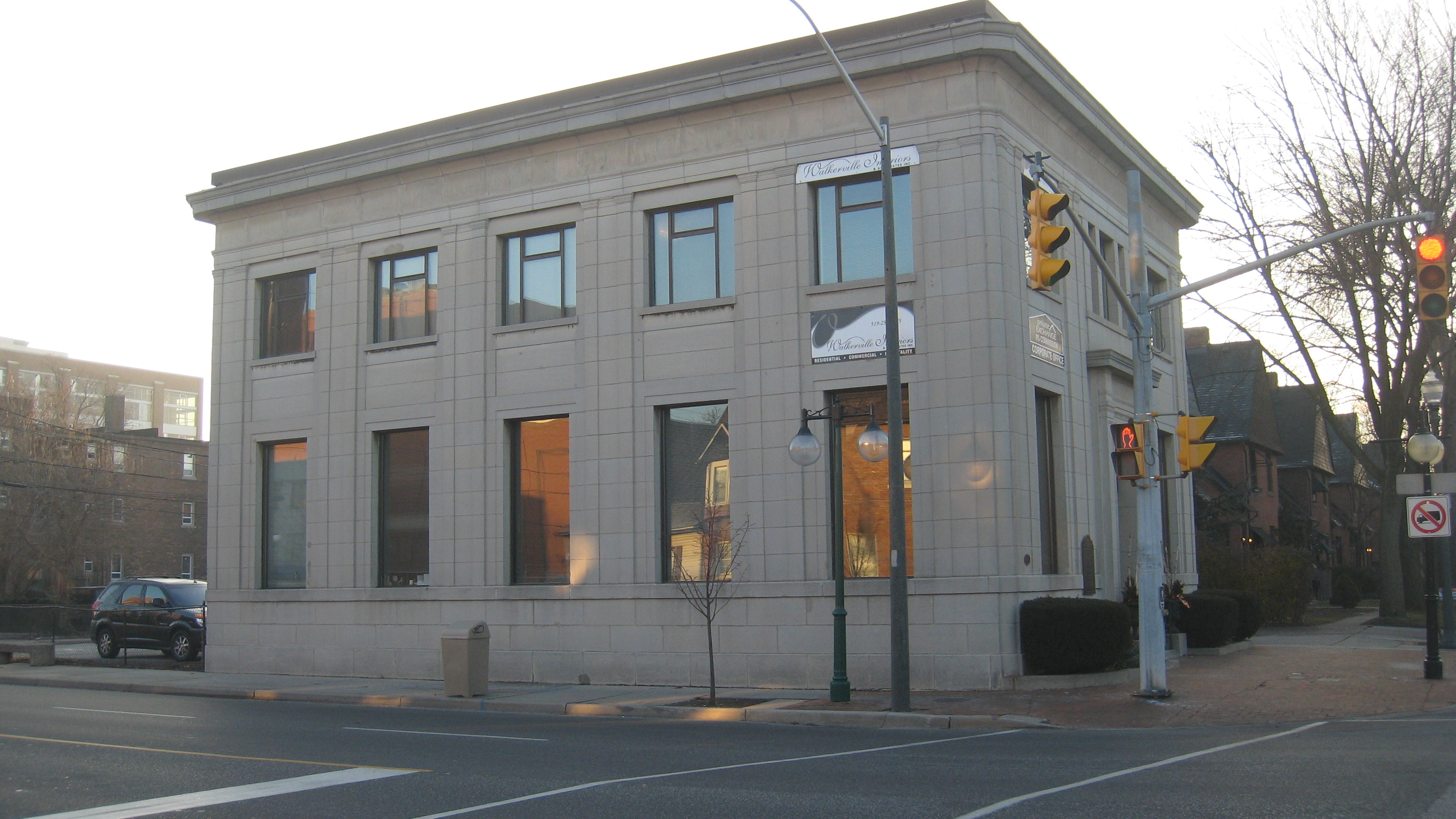
شعبه دوان‌شایر
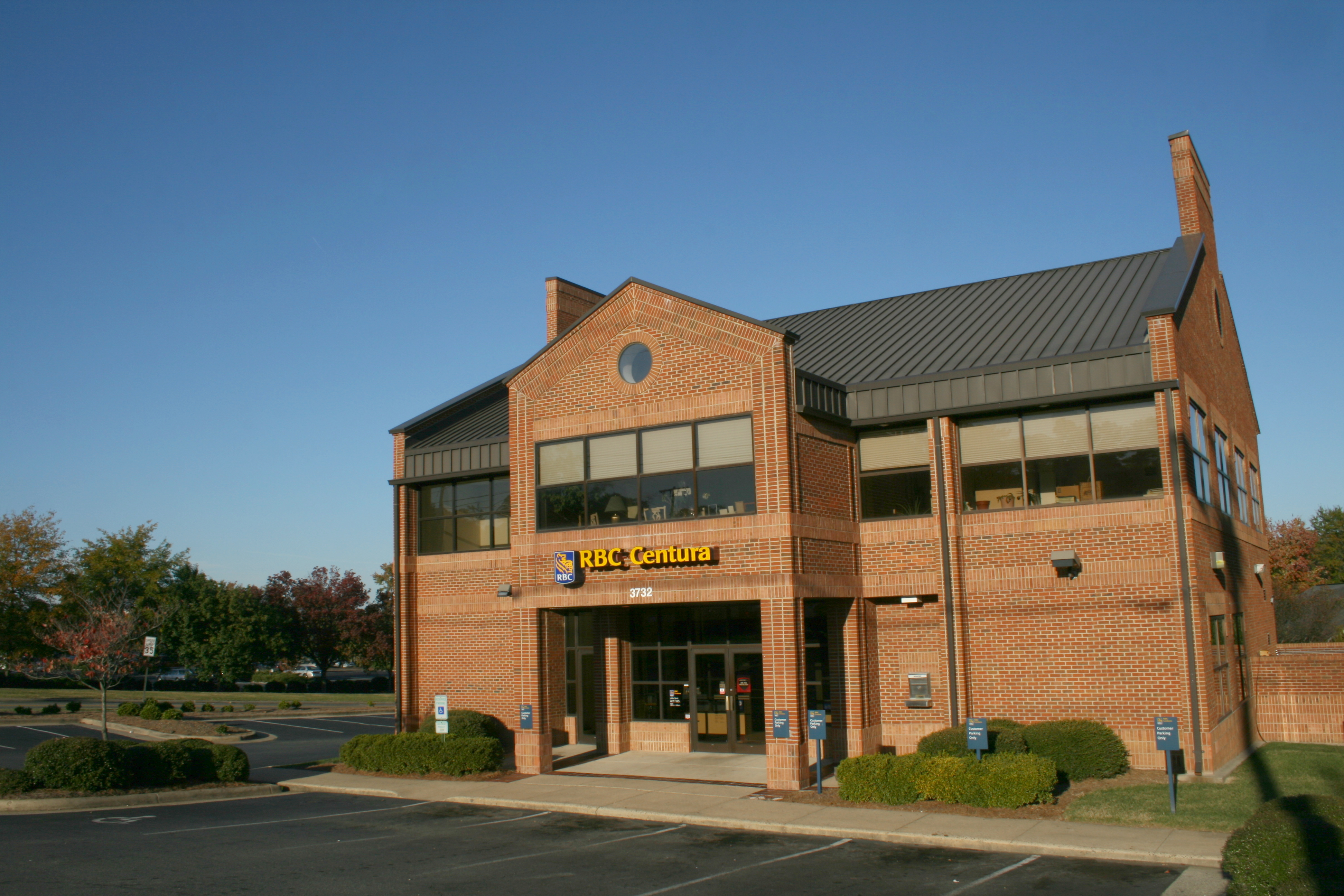
شعبه دورهام، کارولینای شمالی
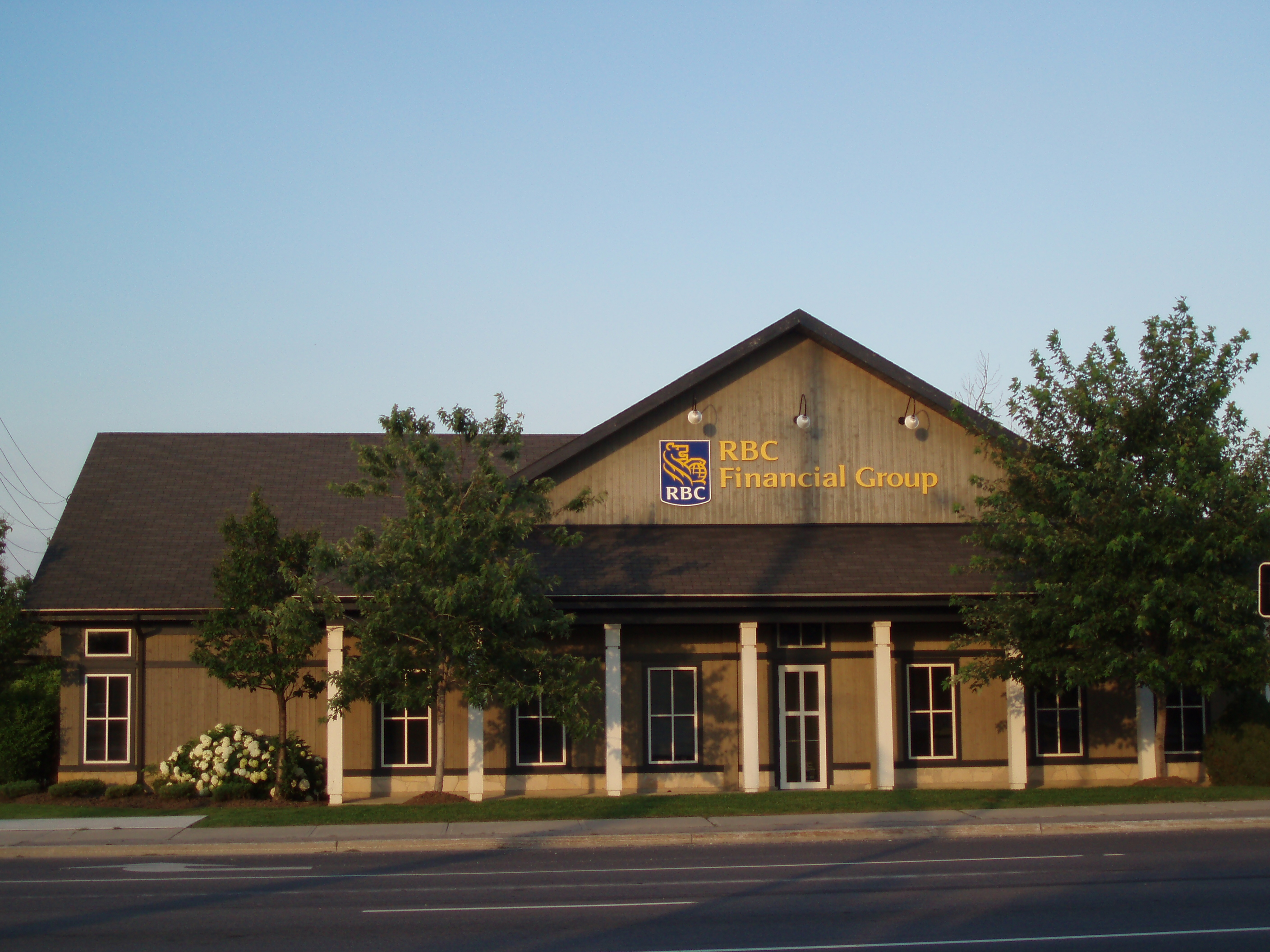
شعبه وودبین
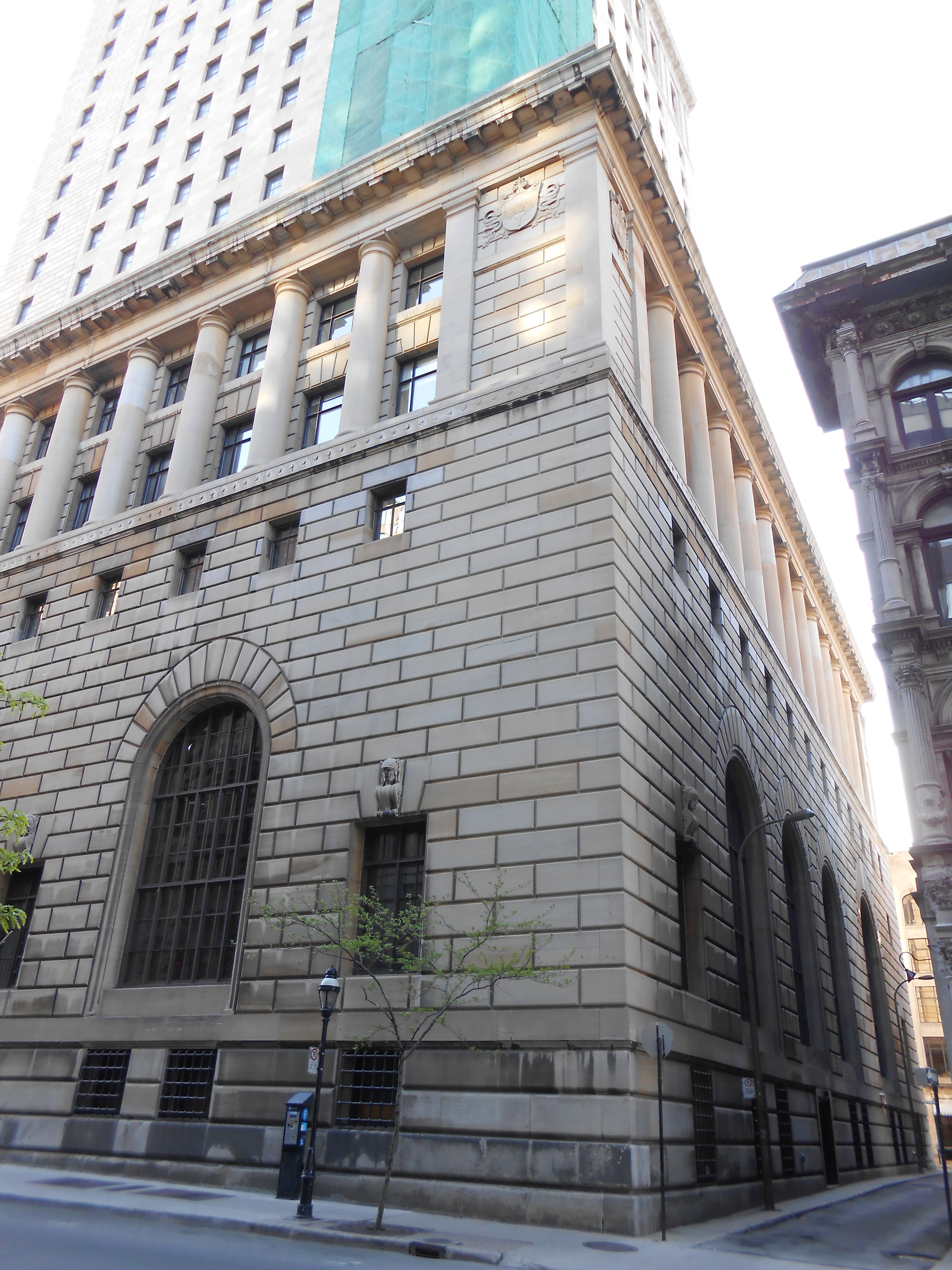
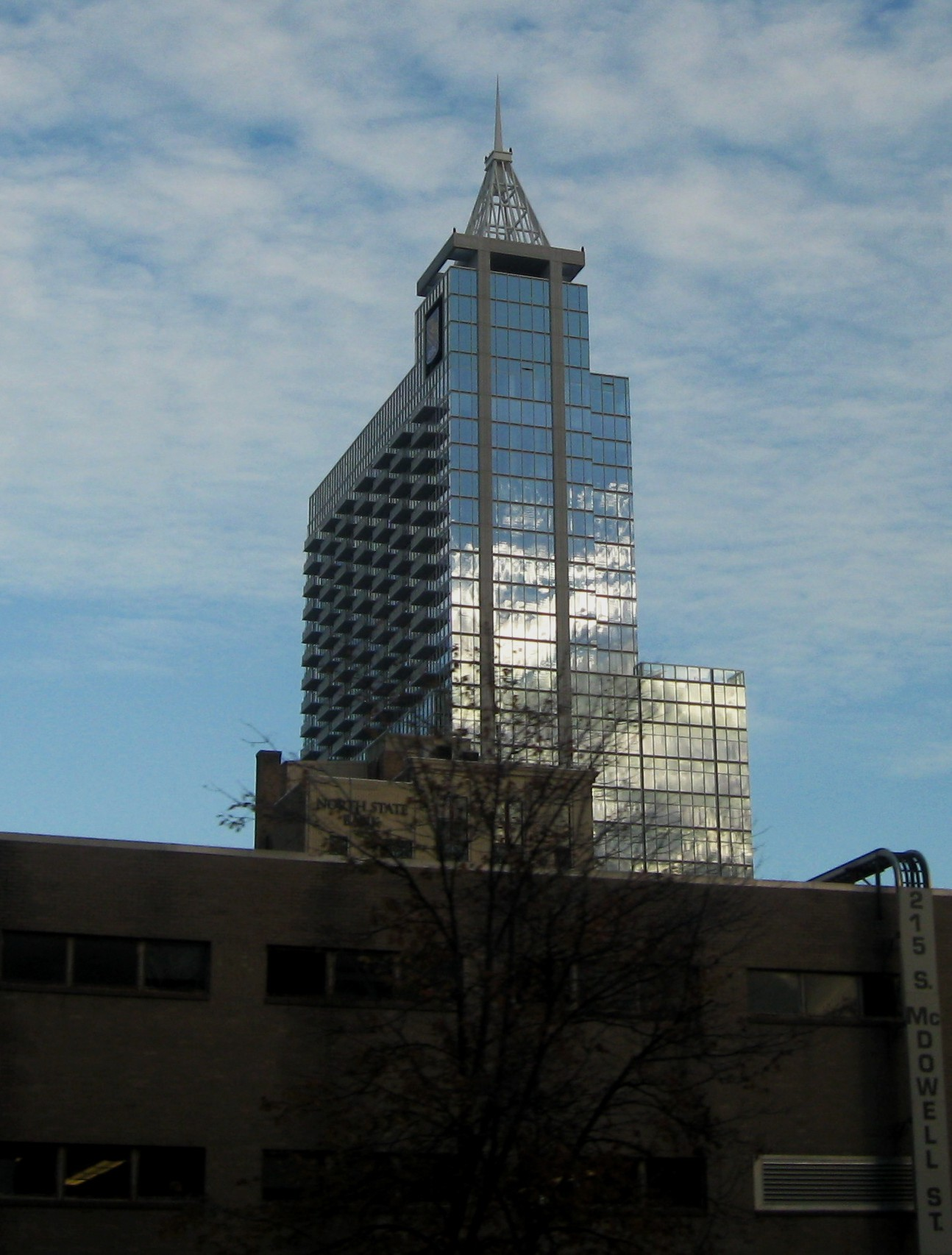
شعبه رالی، کارولینای شمالی
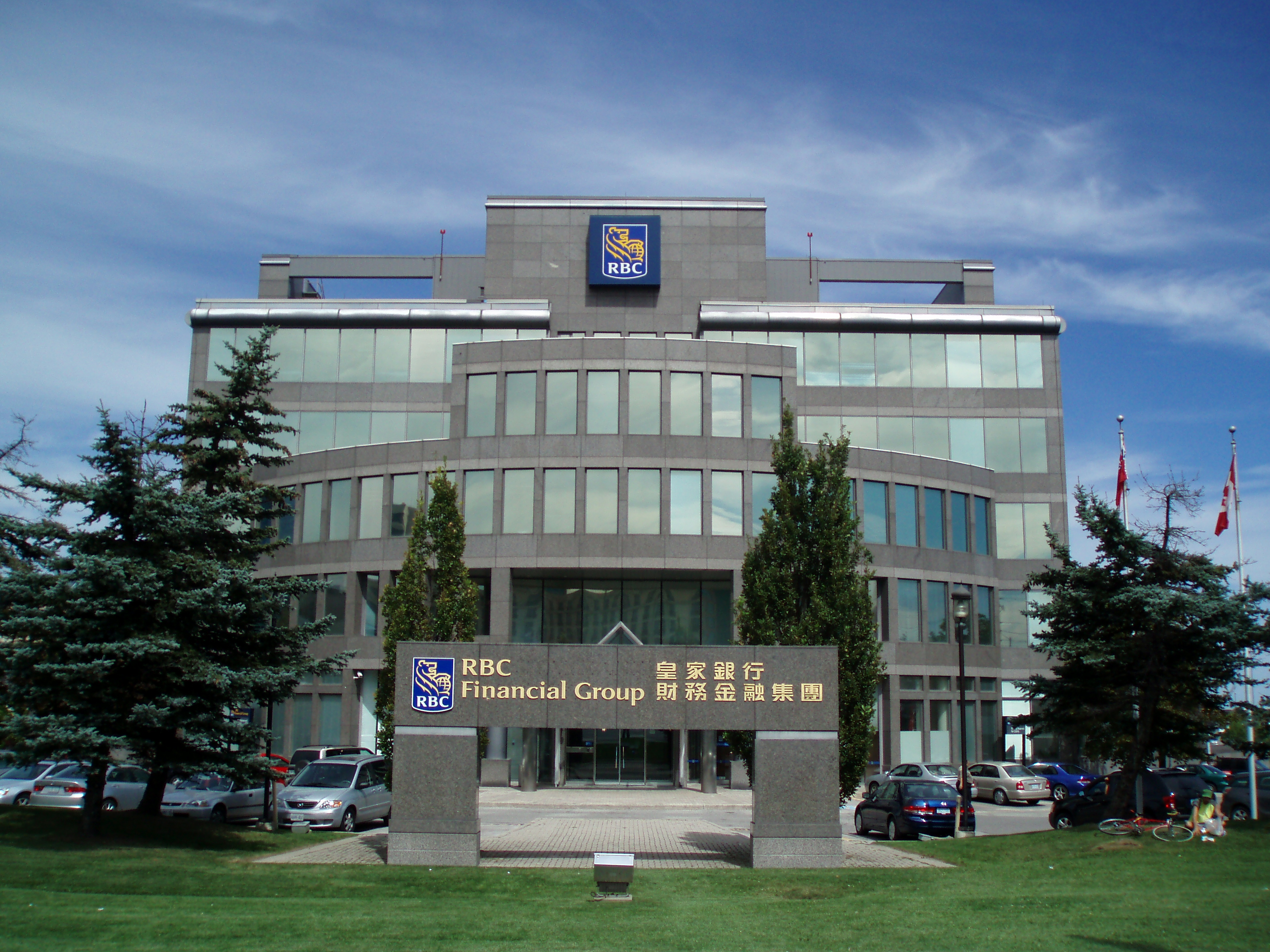
شعبه ریچموند هیل (انتاریو)
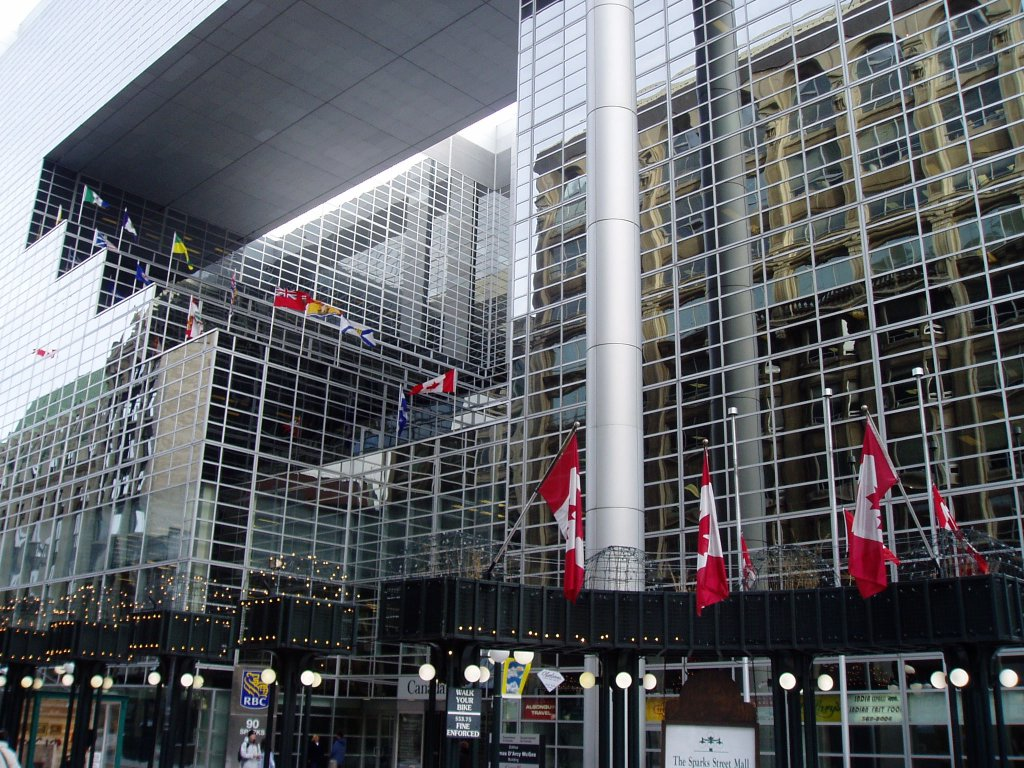
شعبه اتاوا
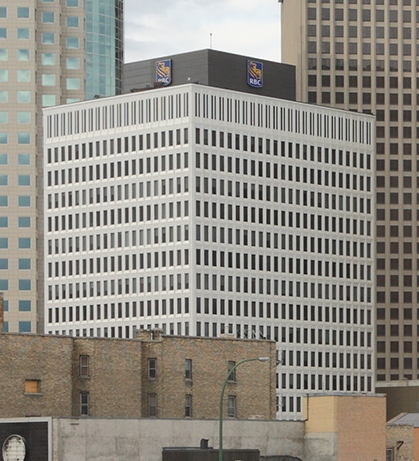
شعبه وینیپگ